# Sidonia Błasińska
Sidonia Błasińska (ur. 20 grudnia 1932, zm. 15 sierpnia 2012 w Poznaniu) – polska aktorka teatralna.

## Życiorys
Ukończyła studia na Państwowej Wyższej Szkole Filmowej, Telewizyjnej i Teatralnej w Łodzi. Po studiach występowała m.in. w Teatrze Powszechnym w Łodzi, Teatrze im. Adama Mickiewicza w Częstochowie, Teatrze 7:15 w Łodzi, Teatrze im. Wilama Horzycy w Toruniu, Teatrze Dramatycznym im. Aleksandra Węgierki w Białymstoku, Teatrze im. Juliusza Osterwy w Lublinie, Teatrze Polskim w Poznaniu, Teatrze Nowym w Łodzi, Teatrze Nowym w Poznaniu, Lubuskim Teatrze im. Leona Kruczkowskiego w Zielonej Górze, Teatrze Polskim w Szczecinie, Teatrze im. Juliusza Osterwy w Gorzowie Wielkopolskim. Będąc na emeryturze wystąpiła w monodramie radiowym "Kot mi schudł" według Katarzyny Grocholi. Za tę rolę otrzymała w 2001 roku nagrodę aktorską za rolę kobiecą na Krajowym Festiwalu Polskiego Radia i Telewizji "Dwa Teatry". W 2005 powróciła gościnnie do Teatru Nowego w Poznaniu występując w sztuce "Ożenek".
Pogrzeb aktorki odbył się 22 sierpnia 2012 roku na Cmentarzu Junikowo w Poznaniu (pole 6-5-B-11).

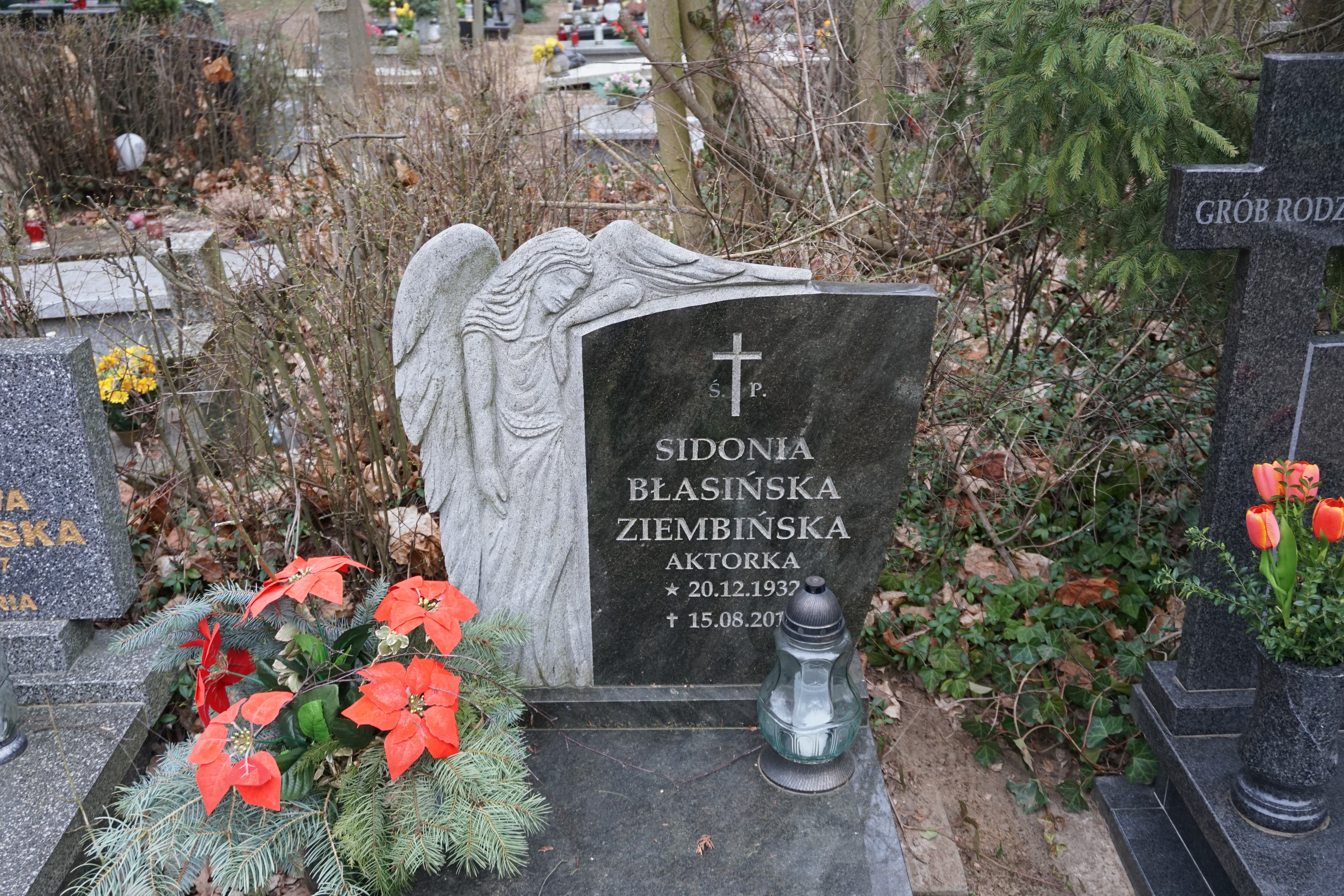
Grób Sidonii Błasińskiej na Cmentarzu Junikowo